# Ivan Tirpák
Ivan Tirpák je slovenský politik, který byl Křesťanskodemokratickým hnutím  nominován do první vlády Vladimíra Mečiara a do vlády Jána Čarnogurského
 jako předseda Komise pro životní prostředí.